# La Poupée de la terreur 2
Série
La Poupée de la terreur
(1975)
Pour plus de détails, voir Fiche technique et Distribution.
La Poupée de la terreur 2 (Trilogy of Terror II) est un téléfilm américano-canadien de Dan Curtis diffusé le 30 octobre 1996 sur USA Network.
Ce téléfilm est une anthologie de trois histoires fantastiques sur le thème de la terreur.

## Synopsis
Des amants tuent le mari âgé de la femme et tentent de voler un objet de valeur dans sa tombe et vont être confrontés à l'horreur.
Une mère de famille fait revenir son fils décédé d'entre les morts.
Une femme est la cible d'une poupée vaudou vivante.

## Fiche technique
- Titre original : Trilogy of Terror II
- Titre français : La Poupée de la terreur 2
- Réalisation : Dan Curtis
- Scénario : Richard Matheson, William F. Nolan, Dan Curtis et Henry Kuttner
- Directeur de la photographie : Elemér Ragalyi
- Montage : Bill Blunden
- Distribution : Dan Shaner
- Décors : Veronica Hadfield
- Costumes : Melanie Jennings
- Musique : Bob Cobert
- Effets spéciaux de maquillage : Marie Nardella, Tom Irvin et Rick Stratton
- Effets spéciaux visuels : Eric Allard
- Effets spéciaux : Frank C. Carere
- Producteur : Julian Marks
- Producteur associé : Arturs Rusis
- Compagnies de production : Dan Curtis Productions - Power Pictures - Wilshire Court Productions
- Compagnie de distribution : Wilshire Court Productions
- Genre : Film d'horreur
- Pays :  États-Unis -  Canada
- Durée : 90 minutes [1]
- Date de diffusion :  États-Unis : 30 octobre 1996[2]

## Distribution
- Lysette Anthony : Laura, la mère de Bobby / docteur Simpson
- Geraint Wyn Davies (en) : Ben
- Matt Clark : Roger Ansford
- Geoffrey Lewis : Stubbs
- Blake Heron : Bobby
- Richard Fitzpatrick : Jerry O'Farrell
- Thomas Mitchell II : Lew
- Gerry Quigley : Akers
- Dennis O'Connor : Brig
- John McMahon : Taylor

## Commentaires
La seconde histoire intitulée Bobby est un remake de l'histoire de Dead of Night datant de 1977. Quant à la troisième et dernière histoire, il s'agit aussi d'un remake du segment de La Poupée de la terreur de 1975.